# Per Cock-Clausen
Per Cock-Clausen (født 23. september 1912 på Frederiksberg, død 8. august 2002) var en dansk kunstskøjteløber og politiker, medlem af Frederiksberg Skøjteløber Forening. Han var sammen med Aage Justesen Danmarks den første deltager ved Vinter-OL ved 1948 i Sankt Moritz. Han var Danmarks eneste deltager ved Vinter-OL 1952 i Oslo. 
Cock-Clausen var søn af arkitekten Alf Cock-Clausen og bror til arkitekt Søren Cock-Clausen.
Cock-Clausen var dansk mester i kunstskøjteløb 1940-1963, 24 år i træk. Han var tillige bestyrelsesmedlem i Dansk Skøjte Union fra 1946 til 1965.
Cock-Clausen var interesseret i politik, især udenrigspolitiske emner, og sad i en årrække i Københavns Borgerrepræsentation for det Konservative Folkeparti. Han var desuden bestyrelsesmedlem i Teknisk Selskab og medlem af Civilforsvarskommissionen.
Cock-Clausens borgerlige uddannelse og erhverv var landinspektør og han udførte opmålinger og bygningsafsæt omkring store byggeprojekter som Gutenberghus, Udenrigsministeriet og Bryggergården ved Carlsberg.
Cock-Clausen har skrevet bøgerne; Skøjteløb (1951) og  Konståkningens A och O (1964) på svensk samt Asien og Verdensmagterne (Berlingske Forlag 1959), der er en kortfattet historisk analysebaggrund om udviklingen i Asien og Det mellemste Østen.

## Resultat på internationale mesterskab
| Olympiske lege - 1948 nummer 16 - 1952 nummer 14 | Verdensmesterskab - 1938 nummer 10 - 1939 nummer 9 - 1947 nummer 5 - 1948 nummer 13 - 1949 nummer 9 - 1950 nummer 9 | Europamesterskab - 1938 nummer 9 - 1939 nummer 10 - 1950 nummer 7 | Nordisk Mesterskab - 1946 Sølv - 1949 Guld - 1950 Guld - 1951 Guld - 1953 Guld - 1954 Bronze - 1955 Sølv - 1956 Bronze - 1957 Bronze |